# کارول هاروود
کارول هاروود (انگلیسی: Carol Harwood؛ زادهٔ)  بازیکن سابق تیم ملی فوتبال زنان انگلیس است. بزرگترین پیروزی او بازی در بازی‌های برنده فینال جام حذفی زنان ۱۹۹۸ و فینال جام حذفی زنان ۱۹۹۹ با آرسنال بود.